# Westbury (Australia)
Westbury è una città della Tasmania, in Australia; essa si trova 210 chilometri a nord di Hobart ed è la sede della Municipalità di Meander Valley. Al censimento del 2006 contava 1.357 abitanti.